# STS-41-G
STS-41-G (englisch Space Transportation System) ist eine Missionsbezeichnung für das US-amerikanische Space Shuttle Challenger (OV-99) der NASA. Der Start erfolgte am 5. Oktober 1984. Es war die 13. Space-Shuttle-Mission und der sechste Flug der Raumfähre Challenger. Auf dieser Mission flogen erstmals sieben Menschen in einem Raumfahrzeug.

## Mannschaft
- Robert Crippen (4. Raumflug), Kommandant
- Jon McBride (1. Raumflug), Pilot
- Kathryn Sullivan (1. Raumflug), Missionsspezialistin
- Sally Ride (2. Raumflug), Missionsspezialistin
- David Leestma (1. Raumflug), Missionsspezialist
- Marc Garneau (1. Raumflug), Nutzlastspezialist  Kanada ( CSA)
- Paul Scully-Power (1. Raumflug), Nutzlastspezialist

Crippen, der auch die Solar-Max-Reparaturmission STS-41-C im April 1984 kommandierte, wurde damit zum ersten Amerikaner, der innerhalb eines Kalenderjahres zwei Weltraumflüge absolvierte. Da er infolge dieses Kommandos in der Anfangszeit der Vorbereitung auf STS-41-G nur sehr eingeschränkt verfügbar war, übernahm Sally Ride, die mit Crippen bereits bei STS-7 geflogen und von daher mit seiner Herangehensweise an eine Mission vertraut war, in dieser Phase teilweise die Koordination des Trainings. 

### Ersatzmannschaft
- Robert Thirsk, Nutzlastspezialist ( CSA/ Kanada) für Garneau

Ursprünglich war Robert Stevenson als zweiter Nutzlastspezialist vorgesehen. Er trat jedoch wegen der Erkrankung seiner Ehefrau aus der Mannschaft aus und wurde durch Scully-Power ersetzt.

## Missionsüberblick
Im Laufe der Mission wurde der NASA-Forschungssatellit Earth Radiation Budget Satellite (Kosten 470 Mio. Dollar) zur Erforschung von geologischen Bewegungen auf der Erdoberfläche ausgesetzt. Zudem wurden viele Tests mit neuen Geräten zur Erdbeobachtung im Laderaum der Raumfähre, darunter das Shuttle Imaging Radar (SIR-B), durchgeführt. Des Weiteren wurde der Kohlendioxid-Gehalt in der Atmosphäre durch Erdbeobachtungen und den Einsatz des Messgerätes MAPS gemessen.
Um das Nachtanken von Satelliten mit Hydrazin-Treibstoff zu üben, fand ein Außenbordeinsatz (EVA) mit einer Dauer von 3 h 30 min durch Leestma und Sullivan statt. Letztere wurde dadurch zur ersten US-Amerikanerin im freien All.
Mit Sally Ride flog erstmals eine Frau zweimal in den Weltraum, mit Marc Garneau war zudem der erste Kanadier im All. Erstmals waren sieben Astronauten sowie zwei Frauen in der Besatzung eines Shuttles. Bei McBride, Sullivan, Leestma, Garneau und Scully-Power handelte es sich um Weltraumneulinge.
Beim Wiedereintritt wurden ca. vierzig Hitzekacheln beschädigt, dies stellte allerdings keine Gefahr für den Orbiter oder die Besatzung dar.